# غالوس ياكوب باومغارتنر
غالوس ياكوب باومغارتنر هو سياسي سويسري، ولد في 18 أكتوبر 1797 في Altstätten ‏ في سويسرا، وتوفي في 12 يوليو 1869 في سانت غالن في سويسرا. انتخب عضو مجلس الولايات السويسري ‏.